# Type 3 (cannone costiero)
Il Type 3 era un cannone costiero da 203 mm impiegato dall'Esercito imperiale giapponese durante la seconda guerra mondiale. Il nome era dovuto all'anno di adozione da parte dell'esercito, anno imperiale 2603, corrispondente al 1943 del calendario gregoriano.

## Storia
Il Type 3 fu progettato originariamente come cannone navale sperimentale, destinato ad equipaggiare le navi mercantili da 5.000 t di stazza in su, per l'autodifesa antisommergibile ed antiaerea. Un pezzo similare in calibro 120 mm venne sviluppato per i mercantili di stazza inferiore. Nella fase tarda della guerra del Pacifico il pezzo venne largamente usato come per la difesa costiera. I Type 3, solitamente in batterie di due pezzi, vennero schierati sia nelle isole del Pacifico, come Guam e le altre Isole Marianne, che nel territorio metropolitano giapponese, in vista di un temuto sbarco alleato.

## Tecnica
Il Type 3 era un pezzo leggero, ma a bassa potenza. La canna monoblocco aveva un otturatore a vite interrotta e sistema di rinculo idraulico, con cilindro sopra la canna, e recuperatore a molla. La bocca da fuoco era incavalcata su un affusto a piedistallo, di tipo navale, non scudato. Sulla sinistra della culatta era presente un braccio snodato per l'ausilio al caricamento delle munizioni. La movimentazione era manuale, tramite manovellismi posizionati sulla sinistra dell'affusto. La velocità di brandeggio era di circa 8,6° al secondo, mentre quella di elevazione di 8° al secondo, entrambe relativamente lente per un'arma antiaerea. In effetti l'arma era progettata per lanciare un proiettile relativamente pesante ad una limitata gittata per la lotta antisommergibile, mentre per la difesa antiaerea doveva fornire un fuoco di sbarramento a corto raggio. Le munizioni erano del tipo semifisso, con bossolo in lega di rame. La squadra addetta al pezzo era composta da 9 artiglieri, inclusi due puntatori ed i porgitori. Con la squadra al completo, il Type 3 poteva raggiungere una cadenza di tiro di 4 colpi al minuto.